# Veteran (Babaman)
Veteran è un album in studio di Babaman, pubblicato il 21 ottobre 2022 da Reload Music. Anticipato dal singolo A Quella Lady, esso contiene 12 tracce.

## Tracce
1. Di Te Non Mi Stancherei Mai
2. Raggamuffin
3. A Quella Lady
4. I Praise Rastafari I
5. Un Suono Che Fa
6. Il Sole Splende
7. Manchi Tu
8. Secondo Me
9. Lasciami Strada
10. Haile Selassie
11. Babaman Inna The Area
12. Bad Situation